# Dinotrema concinnum
Dinotrema concinnum är en stekelart som först beskrevs av Alexander Henry Haliday 1838.  Dinotrema concinnum ingår i släktet Dinotrema och familjen bracksteklar. Utöver nominatformen finns också underarten D. c. tyrrhena.